# Gondrexon
Gondrexon ist eine französische Gemeinde mit 32 Einwohnern (Stand 1. Januar 2022) im Département Meurthe-et-Moselle in der Region Grand Est (vor 2016 Lothringen). Sie gehört zum Arrondissement Lunéville und zum Kanton Baccarat.

## Geografie
Die Gemeinde liegt etwa 44 Kilometer ostsüdöstlich von Nancy im Südosten des Départements Meurthe-et-Moselle. Nachbargemeinden sind Leintrey im Norden, Autrepierre im Osten, Chazelles-sur-Albe im Süden sowie Reillon im Westen.

## Geschichte
Die heutige Gemeinde wurde 1091 unter dem Namen Contrexon erstmals in einem Dokument der Abtei Froville erwähnt. Gondrexon war Teil der Vogtei (Bailliage) Blâmont und gehörte somit historisch zum Herzogtum Lothringen, das 1766 an Frankreich fiel. Bis zur Französischen Revolution lag die Gemeinde dann im Grand-gouvernement de Lorraine-et-Barrois. Von 1793 bis 1801 war Gondrexon dem Distrikt Blâmont zugeteilt und innerhalb des Kantons Leintrey. Von 1801 bis 2015 lag die Gemeinde im Kanton Blâmont und ist seither Teil des Kantons Baccarat. Seit 1801 gehört Gondrexon zum Arrondissement Lunéville. Die Gemeinde lag bis 1871 im alten Département Meurthe. In den beiden Weltkriegen kam es zu Zerstörungen.

## Bevölkerungsentwicklung
| Jahr                       | 1962 | 1968 | 1975 | 1982 | 1990 | 1999 | 2007 | 2019 |
| Einwohner                  | 42   | 43   | 33   | 29   | 26   | 28   | 32   | 37   |
| Quellen: Cassini und INSEE |      |      |      |      |      |      |      |      |

## Verkehr
Gondrexon liegt nahe an bedeutenden überregionalen Verkehrswegen. Sie liegt südlich der Bahnstrecke von Paris nach Straßburg. Die nächstgelegene Haltestelle ist in Emberménil. Wenige Kilometer südlich führt die N4 vorbei. Der nächstgelegene Anschluss ist in Repaix. Für den regionalen Verkehr sind die D21A und D162 wichtig, die mitten durch das Dorf führen.

## Sehenswürdigkeiten
- Dorfkirche Saint-Martin, nach dem Ersten Weltkrieg wiederaufgebaut